# فلکنبرگ
فلکنبرگ (به آلمانی: Fleckenberg) یک منطقهٔ مسکونی در آلمان است که در اشمالنبرگ واقع شده‌است. فلکنبرگ ۱٬۵۶۵ نفر جمعیت دارد.